# Theo Reinhardt
Theo Reinhardt (Berlino, 17 settembre 1990) è un ex pistard ed ex ciclista su strada tedesco, due volte campione del mondo dell'americana su pista (2018, 2019).

## Palmarès

### Pista
- 2008

Campionati tedeschi, Americana Junior (con Thomas Juhas)
- 2014

Campionati tedeschi, Inseguimento a squadre (con Henning Bommel, Kersten Thiele e Nils Schomber)
Campionati tedeschi, Omnium
- 2015

Campionati tedeschi, Inseguimento a squadre (con Henning Bommel, Domenic Weinstein e Nils Schomber)
- 2017

Campionati tedeschi, Inseguimento a squadre (con Lucas Liß, Kersten Thiele e Domenic Weinstein)
Campionati tedeschi, Americana (con Kersten Thiele)
- 2018

Sei giorni di Brema (con Kenny De Ketele)
Campionati del mondo, Americana (con Roger Kluge)
- 2019

Sei giorni di Berlino (con Roger Kluge)
Campionati del mondo, Americana (con Roger Kluge)
Campionati tedeschi, Inseguimento a squadre (con Felix Groß, Leon Rohde e Nils Schomber)
Campionati tedeschi, Corsa a punti
Campionati tedeschi, Americana (con Maximilian Beyer)
3ª prova Coppa del mondo 2019-2020, Inseguimento a squadre (Hong Kong, con Domenic Weinstein, Leon Rohde e Felix Groß)
3ª prova Coppa del mondo 2019-2020, Americana (Hong Kong, con Roger Kluge)
- 2021

1ª prova Coppa delle Nazioni, Inseguimento a squadre (Hong Kong, con Felix Groß, Marco Mathis, Leon Rohde e Domenic Weinstein)
1ª prova Coppa delle Nazioni, Americana (Hong Kong, con Moritz Malcharek)
- 2022

Campionati tedeschi, Americana (con Roger Kluge)
Campionati europei, Americana (con Roger Kluge)
- 2023

Six Day Weekend Berlin, Americana (con Roger Kluge)
Campionati europei, Americana (con Roger Kluge)
Coppa delle Nazioni, Americana (Il Cairo, con Roger Kluge)
Coppa delle Nazioni, Americana (Giacarta, con Roger Kluge)
- 2024

Campionati europei, Americana (con Roger Kluge)
Sixdays Bremen, Americana (con Roger Kluge)
- 2025

Six Day Weekend Berlin, Americana (con Roger Kluge)

### Strada
- 2011 (Sportclub Berlin)

4ª tappa Tour de Berlin (Birkenwerder > Birkenwerder)
- 2013 (Rad-Net Rose Team, una vittoria)

1ª tappa Okolo Jižních Čech (Třeboň > Nová Bystřice)
- 2015 (Rad-Net Rose Team, una vittoria)

1ª tappa Okolo Jižních Čech (České Budějovice > Tábor)
- 2017 (Rad-Net Rose Team, una vittoria)

3ª tappa Dookoła Mazowsza (Odrzywół > Odrzywół)

#### Altri successi
- 2010 (Sportclub Berlin)

1ª tappa Tour de Berlin (Berlino, cronosquadre)
- 2012 (Sportclub Berlin)

Criterium di Lichterfelde
- 2013 (Rad-Net Rose Team)

Ronde van Oploo
- 2015 (Rad-Net Rose Team)

Criterium di Lichterfelde
Campionati tedeschi, Cronosquadre
- 2017 (Rad-Net Rose Team)

Ronde van de Molen
- 2018 (Rad-Net Rose Team)

Grand Prix Buchholz
Großen Preis der Möbelstadt Rück
Criterium di Lichterfelde
- 2024 (Rad-Net Oßwald)

Scan-Haus-Cup Marlow

## Piazzamenti

### Competizioni mondiali
- Campionati del mondo su pista

Aguascalientes 2007 - Inseg. a squadre Junior: 4º
Città del Capo 2008 - Inseg. a squadre Junior: 5º
Città del Capo 2008 - Americana Junior: 6º
Minsk 2013 - Inseguimento a squadre: 6º
Minsk 2013 - Scratch: 7º
Minsk 2013 - Americana: 3º
Cali 2014 - Inseguimento a squadre: 7º
Cali 2014 - Corsa a punti: 7º
Cali 2014 - Americana: 7º
St-Quentin-en-Yv. 2015 - Inseguimento a squadre: 4º
St-Quentin-en-Yv. 2015 - Americana: 5º
Londra 2016 - Inseguimento a squadre: 6º
Hong Kong 2017 - Inseguimento a squadre: 12º
Hong Kong 2017 - Americana: 9º
Apeldoorn 2018 - Inseguimento a squadre: 4º
Apeldoorn 2018 - Americana: vincitore
Pruszków 2019 - Inseguimento a squadre: 5º
Pruszków 2019 - Americana: vincitore
Berlino 2020 - Inseguimento a squadre: 7º
Berlino 2020 - Americana: 3º
Roubaix 2021 - Inseguimento a squadre: 7º
Roubaix 2021 - Corsa a punti: 9º
Roubaix 2021 - Corsa a eliminazione: 16º
Saint-Quentin-en-Yvelines 2022 - Inseguimento a squadre: 7º
Saint-Quentin-en-Yvelines 2022 - Americana: 8º
Glasgow 2023 - Inseguimento a squadre: 7º
Glasgow 2023 - Americana: 7º
- Campionati del mondo su strada

Copenaghen 2011 - In linea Under-23: 94º
- Giochi olimpici

Rio de Janeiro 2016 - Inseguimento a squadre: 5º
Tokyo 2020 - Inseguimento a squadre: 6º
Tokyo 2020 - Americana: 9º
Parigi 2024 - Inseguimento a squadre: 9º
Parigi 2024 - Americana: 6º

### Competizioni europee
- Campionati europei su pista

Pruszków 2008 - Inseguimento a squadre Junior: 3º
Minsk 2009 - Inseguimento a squadre Under-23: 4º
2009 - Americana Under-23: 8º
San Pietroburgo 2010 - Inseguimento a squadre Under-23: 2º
San Pietroburgo 2010 - Americana Under-23: 3º
Anadia 2011 - Scratch Under-23: 13º
Anadia 2011 - Americana Under-23: 7º
Anadia 2012 - Inseguimento a squadre Under-23: 5º
Anadia 2012 - Corsa a punti Under-23: 13º
Anadia 2012 - Scratch Under-23: 4º
Anadia 2012 - Americana Under-23: 5º
Panevėžys 2012 - Inseguimento a squadre: 2º
Panevėžys 2012 - Corsa a punti: 8º
Panevėžys 2012 - Americana: 6º
Apeldoorn 2013 - Derny: 2º
Apeldoorn 2013 - Inseguimento a squadre: 13º
Apeldoorn 2013 - Corsa a punti: 15º
Baie-Mahault 2014 - Inseguimento a squadre: 2º
Baie-Mahault 2014 - Corsa a punti: 8º
Baie-Mahault 2014 - Americana: 4º
Berlino 2017 - Inseguimento a squadre: 4º
Berlino 2017 - Americana: 9º
Glasgow 2018 - Inseguimento a squadre: 4º
Glasgow 2018 - Americana: 2º
Apeldoorn 2019 - Inseguimento a squadre: 5º
Apeldoorn 2019 - Americana: 3º
Grenchen 2021 - Inseguimento a squadre: 4º
Grenchen 2021 - Scratch: 10º
Grenchen 2021 - Americana: 7º
Monaco di Baviera 2022 - Inseguimento a squadre: 4°
Monaco di Baviera 2022 - Americana: vincitore
Monaco di Baviera 2022 - Eliminazione: 2º
Grenchen 2023 - Inseguimento a squadre: 6°
Grenchen 2023 - Americana: vincitore
Apeldoorn 2024 - Inseguimento a squadre: 4°
Apeldoorn 2024 - Americana: vincitore
- Campionati europei su strada

Goes 2012 - In linea Under-23: 89º